# Stazione di Kōshien

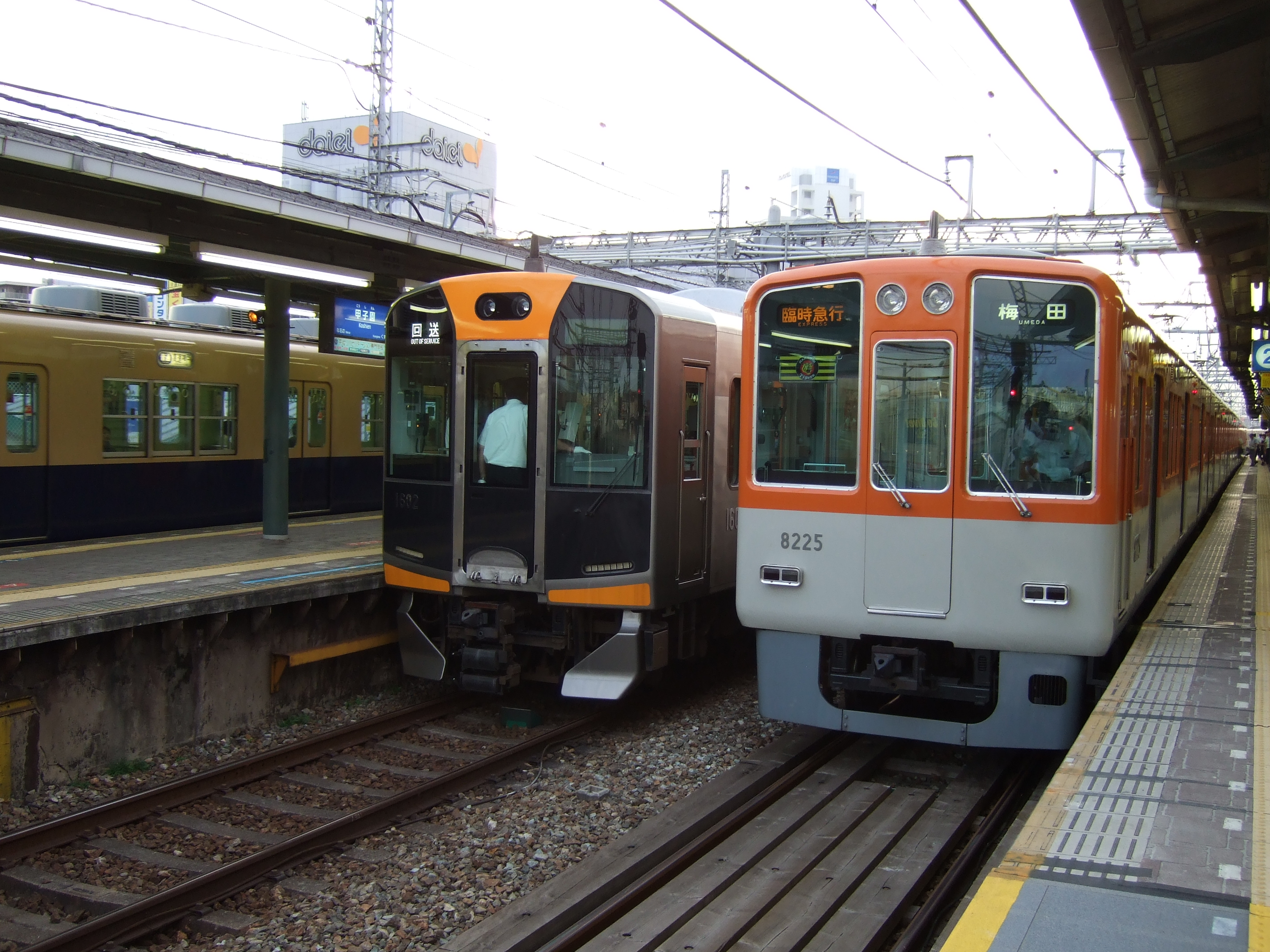
Due treni espressi ai binari della stazione

La stazione di Kōshien (甲子園駅?, Kōshien-eki) è una delle principali stazioni ferroviarie della città di Nishinomiya nella prefettura di Hyōgo in Giappone. Dista 14,1 km ferroviari dal capolinea di Umeda per la linea principale.
Fino al 1975 ospitava anche la linea Hanshin Kōshien, soppressa in questa data.
La stazione prende il nome dal vicino stadio Hanshin Kōshien, dove si tengono gli incontri in casa della squadra Hanshin Tigers del NPB.

## Linee
Ferrovie Hanshin
■ Linea principale Hanshin

## Struttura
La stazione è realizzata su viadotto e dispone di due marciapiedi a isola e due laterali, con quattro binari passanti. I due marciapiedi laterali sono utilizzati per la sola discesa passeggeri, ai fini di dividere i sostenuti traffici di passeggeri della stazione. Il mezzanino, situato al piano terra, è collegato ai binari da scale fisse, mobili e ascensori.
| 0   | ■ L. principale | per la discesa dei passeggeri                       |
| 1-2 | ■ L. principale | per Amagasaki, Ōsaka (Umeda), Namba e Kintetsu Nara |
| 3-4 | ■ L. principale | per Uozaki, Sannomiya, Akashi e Himeji              |
| 5   | ■ L. principale | per la discesa dei passeggeri                       |

## Stazioni adiacenti
| «                        | Servizio                                      | »                        |
| Linea principale Hanshin | Linea principale Hanshin                      | Linea principale Hanshin |
| ------------------------ | --------------------------------------------- | ------------------------ |
| Naruo                    | Locale                                        | Kusugawa                 |
| Naruo                    | Esp. sezionale                                | Capolinea                |
| Mukogawa                 | Espresso Esp. Rapido (weekend)                | Imazu                    |
| Mukogawa                 | Esp. Rapido (feriali)                         | Nishinomiya              |
| Noda ←                   | Esp. Lim. sezionale                           | ← Imazu                  |
| Amagasaki                | Esp. Lim. diretto1 Esp. Limitato Esp. Rapido2 | Nishinomiya              |
| Transito                 | Esp. Lim. diretto3                            | Transito                 |

- 1: Durante il giorno
- 2: Mattina e sera dei giorni feriali
- 3: Fascia di punta della mattiina